# 2739 Таґвасіпа
2739 Таґвасі́па (2739 Taguacipa) — астероїд головного поясу, відкритий 17 жовтня 1952 року.
Тіссеранів параметр щодо Юпітера — 3,481.
Назва астероїда походить від імені бога в міфології інків Таґвасіпи (кеч. Taguacipa), і товариша бога Віракочі ((кеч. Wiraqucha).